# Euchromius vinculella
Euchromius vinculella là một loài bướm đêm trong họ Crambidae.